# 章钟
章钟（1978年9月5日—），華裔新加坡国际象棋男子国际特级大师。

## 生平
章钟出生于重庆，1986年开始学习国际象棋，1991年即进入中国国际象棋国家队，1993年成为国际大师，1998年成为国际特级大师。章钟曾于2005年夺得亚洲个人赛冠军，并于2005年和2006年两次作为中国国家队主力成员参加国际象棋世界团体冠军赛和国际象棋奥林匹克团体赛，获得亚军。
章的妻子是著名女子国际象棋特级大师李若凡，2007年9月，两人一同加入新加坡棋协。2017年，两人又一同回归中国棋协。